# Программа Т-4
Програ́мма «Т-4» (нем. Aktion T4; нем. Aktion Tiergartenstraße 4, «Операция Тиргартенштрассе, 4»), также Опера́ция «Т-4» — евгеническая программа немецких нацистов по стерилизации, а в дальнейшем и физическому уничтожению людей с психическими расстройствами, умственно отсталых и наследственно отягощённых больных. Впоследствии в круг лиц, подвергавшихся уничтожению, были включены нетрудоспособные лица (инвалиды, а также болеющие свыше 5 лет). Сначала уничтожались только дети до трёх лет, затем — все возрастные группы.

## Предыстория
В начале XX века стерилизация людей, которые, как считалось ранее, были генетически неполноценными, в том числе и тех, кто страдал асоциальным поведением или «социально опасной болезнью», рассматривалась как оправданная и допустимая мера во многих странах Запада и считалась одним из ведущих направлений в медицине. Канада, Дания, Швейцария и Соединённые Штаты приняли у себя соответствующие программы по принудительной стерилизации. К 1920 году Германия очень неохотно принимала подобное законодательство у себя:141:447:260.
К 1921 году евгеника — учение о наследственном здоровье человека, а также о путях улучшения его наследственных свойств — стала признанной в ряде стран мира научной теорией. Помимо евгеники, тесное отношение к политике уничтожения душевнобольных в Германии имели и такие предпосылки, как утверждение о необходимости активной эвтаназии и одностороннее представление о наследственной обусловленности, неизлечимости и социальной опасности психических заболеваний.
К началу XX века в Германии авторы, изучавшие «расовую биологию и биологию общества», занимались модернизацией евгеники с позиции превосходства определённых рас. Распространению этого движения способствовали основанный в 1904 году журнал на тему евгеники, образованное вскоре специальное общество и проведённая в 1911 году в Дрездене конференция, посвящённая расовой гигиене. В 1921 году было основано «Международное объединение по расовой гигиене».
Существенно повлияли на формирование нацистской концепции расовой гигиены работы Вильгельма Шаллмайера, Альфреда Плётца, Эрвина Баура, Ойгена Фишера, Фрица Ленца. Шаллмайер стал автором одного из ведущих учебных пособий по расовой гигиене. Он предлагал, в частности, лишать возможности воспроизводства «дегенератов», эпилептиков и преступников, причём расходы на их стерилизацию возлагать на их родителей в качестве наказания за то, что они произвели на свет «низших детей». Плётц утверждал, что, поскольку в первую очередь выживают наиболее приспособленные, следует избегать любых вмешательств, мешающих естественному отбору, особенно медицинской помощи менее приспособленным, чтобы они реже воспроизводили себе подобных.
Хотя не все учёные, чьи взгляды были близки евгеническим идеям, являлись расистами, тем не менее представления этих учёных о естественном социальном неравенстве использовались для обоснования нацистской концепции о предназначении «арийцев» для мирового господства. Многие психические заболевания считались наследственно обусловленными, психически больные и инвалиды — «неполноценными».
Вопросами социальной гигиены и евгеники занимался (в поздние годы своей деятельности) в том числе Эмиль Крепелин — автор концепции «dementia praecox» (раннего слабоумия). Будучи убеждённым социал-дарвинистом, он активно продвигал политику и исследовательскую программу по евгенике и расовой гигиене. Поддержку Крепелином «теории дегенерации» и его политические взгляды критиковали как имевшие «оттенок профашизма»; высказывалось мнение, что его взгляды явились естественно-научным оправданием действий психиатров во время программы «T-4».
В 1920 году была опубликована книга «Разрешение на уничтожение жизни, недостойной жизни». Её авторы, профессор психиатрии Альфред Хохе (Гохе) и профессор юриспруденции Карл Биндинг из Фрайбургского университета, писали, что «идиоты не имеют права на существование, их убийство — это праведный и полезный акт». Хохе, бывший физиологом, обосновывал утверждение, что некоторые люди — просто балласт, создающий неприятности для других, а также, что немаловажно, и экономические издержки. Он заявлял, что существование обитателей психиатрических учреждений (по его выражению, «балластных существ» и «пустоты в оболочке» — лиц, не способных к человеческим чувствам) не имеет смысла и ценности. Его соавтор Карл Биндинг предлагал государству учредить специальные комиссии по умерщвлению людей, недостойных жизни.
В начале 1920-х годов Адольф Гитлер прочитал тексты немецких евгеников, которыми он был глубоко впечатлён. Как «Разрешение на уничтожение жизни, недостойной жизни», так и книга Альфреда Плётца «Благополучие нашей расы и защита слабого» (1905) помогли Гитлеру завершить осмысление теорий, в дальнейшем высказанных им в «Mein Kampf» («Моя борьба», 1925) — книге, заложившей основу для убийства миллионов. В 1923 году, находясь в тюрьме, Гитлер увлёкся руководством Е. Фишера и Ф. Ленца по вопросам наследственности человека, расовой гигиене и евгенике, идеи которой в последующем тоже были использованы в «Mein Kampf». Ф. Ленц называл национал-социализм прикладной биологией, которая должна быть направлена против «низших» рас: евреев, поляков, цыган.
Немецкий психиатр Эрнст Рюдин, один из высших нацистских идеологов, был главным создателем нацистской программы расовой гигиены. Он тоже оказал влияние на А. Гитлера, представив в 1926 году свою вымышленную науку «психиатрической евгеники», согласно которой понятие выживания наиболее приспособленных тесно связывалось с искоренением «психически неполноценных».
Стоит отметить, однако, что сходные взгляды высказывались и в других странах. Например, франко-американский учёный Алексис Каррель, лауреат Нобелевской премии по физиологии и медицине в 1912 году, в книге «Человек. Неизвестное» (1935) заявил, что душевнобольных преступников необходимо «гуманно и экономически удалять в малых эвтаназиях в учреждениях путём поглощения доставляемых газов». Британский невролог и председатель отдела неврологии Корнеллского университета Роберт Фостер Кеннеди в 1942 году в статье, опубликованной в «Американском журнале психиатрии», высказывал мнение, согласно которому «неполноценные дети», «ошибки природы» в возрасте старше 5 лет должны быть умерщвлены. Создатель концепции шизофрении, швейцарский психиатр Э. Блейлер, придерживался мнения о необходимости массовой стерилизации: «Те, кто поражены тяжёлой болезнью, не должны иметь потомства. Если мы позволим физически и психически неполноценным иметь детей, а здоровые будут ограничены в этом, поскольку необходимо многое делать ради помощи другим, если подавлять естественный отбор, то наша раса быстро выродится».
В США одним из первых лидеров движения сторонников расовой гигиены явился Чарльз Б. Дэвенпорт, который, пользуясь помощью Американского евгенического общества, положил начало широкой агитационной кампании, призывая представителей «полноценного фонда» популяции отказываться от сексуальных контактов с «дефектными» лицами. Позднее это привело к разработке программы насильственной стерилизации, которой подверглись почти 60 000 жителей США (в основном преступники и «слабоумные»).
Появление евгенических программ стерилизации в США в 1920—30-х годах повлияло на политику и других государств в этой сфере. Программы недобровольной стерилизации действовали в Канаде, Франции, Японии, Исландии, Швеции, Норвегии, Финляндии, Дании. Например, в Швеции в период с 1935 по 1976 год недобровольно стерилизовали 60 тысяч человек. 11 тысяч человек подверглись принудительной стерилизации в Дании, 2 тысячи — в Норвегии. В Финляндии с 1920-х годов стерилизовали глухих женщин и запрещали глухим вступать в брак. Принятый в послевоенной Японии евгенический закон повлёк за собой стерилизацию нескольких тысяч человек, и отменили его лишь в 1994 году.
В 1923 году в Мюнхенском университете создана кафедра расовой гигиены. В 1927 году в Берлине основан специальный институт антропологии, генетики человека и евгеники им. кайзера Вильгельма для поиска научно обоснованных идей, сходных с идеями расовой гигиены. С этим институтом был связан Йозеф Менгеле, защитивший ранее докторскую диссертацию по теме «Расовые различия структуры нижней челюсти», — врач, который во время своей службы в Освенциме будет прозван «ангелом смерти».
В 1929 году в Нюрнберге возник «Национал-социалистический союз немецких врачей», выступивший за политический план Гитлера и защищавший идеи расовой гигиены. К началу 1933 года, ещё до прихода к власти Гитлера, в эту организацию вступили почти 3000 (6 %) германских врачей, а к концу того же года — 11 000. После захвата власти нацистами в 1933 году представители этого союза стали осуществлять руководящие функции в государственном здравоохранении. Те из врачей, кто выступал против нацистских идей, в большинстве своём оказались в тюрьмах, а многие известные специалисты эмигрировали.
Ещё до захвата власти национал-социалистами, произошедшего в 1933 году, некоторые из немецких учёных, деятелей в области социальной политики, врачей и учителей приступили к сбору данных о состоянии здоровья своих клиентов. Эти сведения легли в основу «картотеки архивов наследственности», позднее созданной нацистами, и стали одной из предпосылок к принудительной стерилизации людей, отправке в концентрационные лагеря и массовым убийствам.
После своего прихода к власти нацисты начали систематически отбирать средства у попечительских и лечебных учреждений, в результате чего резко ухудшилось снабжение пациентов продовольствием. Например, в Гессене норма питания упала ниже 40 пфеннигов в день. Нехватка питания стала приводить к гибели пациентов.
В 1935 году в Штутгарте была опубликована книга с названием «Милость или смерть?» немецкого врача Клингера, в которой автор выдвигал тезис о «жизни, недостойной самой жизни» и о необходимости принудительной эвтаназии для тяжёлых больных. Правительственный советник врач Бёме написал на книгу хвалебную рецензию с обращением к правительству изменить существующее в Германии законодательство (вплоть до 1939 года германские законы рассматривали эвтаназию как убийство).

## Цели программы и жертвы
Программа предусматривала в рамках расовой гигиены «очищение» «арийской расы» от людей, существование которых, согласно господствовавшим представлениям, влияло на появление здорового потомства, — прежде всего это коснулось пациентов психиатрических клиник, а также тех лиц с психическими расстройствами, которые выявлялись через врачей амбулаторного звена и частных психиатров.
По выводу немецкого врача и социолога К. Дёрнера (2003), сторонники программы «Т-4» руководствовались своеобразным «терапевтическим идеализмом» и стремились к построению общества на основе принципов медицинской рациональности, стремились дать окончательный ответ на «социальный вопрос» и отказаться от институтов изоляции (при этом он подчёркивает, что ни одно из их преступлений нельзя, тем не менее, рассматривать как относительное или оправдать). К. Дёрнер приводит слова заместителя министра внутренних дел в нацистской Германии Гютта:
Мы все страстно желаем, чтобы наступило время, когда на всём свете не будет ни психически больных, ни слабоумных, ни в больницах, ни вне их, и как было бы прекрасно жить в таком мире, в котором и все остальное было бы так же совершенно.
По мере осуществления нацистской концепции «расовой гигиены» категории лиц и групп, считавшихся «биологически угрожающими здоровью страны», были существенно расширены, иногда в них включали даже лесбиянок как не дающих потомства. Под прикрытием Второй мировой войны и используя войну как предлог, национал-социалисты ещё больше радикализировали расовую гигиену. Вместо положительной евгеники управления воспроизводством и браком они просто устраняли лиц, которых считали биологической угрозой. Уничтожению подлежали все евреи как «загрязняющие» расу, цыгане в качестве социально опасных элементов и некоторые другие меньшинства.
Даже после издания приказа по прекращению программы уничтожение продолжалось. В медицинских клиниках, ставших центрами по уничтожению людей, умерщвляли уже не только пациентов, но и направлявшихся туда нетрудоспособных узников концентрационных лагерей и больных представителей «низшей расы» — «остарбайтеров», то есть бесплатной рабочей силы: евреев Восточной Европы и людей, пригнанных в Германию на работу (в основном женщин и детей) из СССР. Сами отделы по транспортировке из программы «Т-4» были переведены в систему концлагерей. Чиновники из «Т-4», Франц Штангль и Кристиан Вирт, были назначены начальниками лагерей смерти Треблинка и Белжец, ставших образцом для остальных лагерей.

### Экономические мотивы
Причиной массовых убийств было не только проведение расовой гигиены для уничтожения лиц, болезни которых могут передаваться потомству, но и чисто экономические мотивы. Категорию нетрудоспособных национал-социалистический режим рассматривал как лишних людей. Вопросы полезности регламентировались внутренними документами программы «T-4»: «Производить уничтожение всех, кто неспособен продуктивно работать, а не только лишённых рассудка».
Для поддержки населением программы «T-4» проводились шумные пропагандистские кампании, в ходе которых людей убеждали в том, что программа экономически выгодна.
На совещании 9 октября 1939 года число потенциальных жертв программы было установлено в 70 тысяч человек. Была принята пропагандистская формула 1000:10:5:1, согласно которой из каждой тысячи людей десять нетрудоспособны, 5 из 10 нужно оказывать помощь, а одного — физически уничтожить. По этой формуле из 65—70 млн граждан Германии нуждалось в «дезинфекции» 70 тысяч человек.

Согласно документу, найденному впоследствии в замке Хартхайм, до 1 сентября 1941 года было умерщвлено в рамках программы 70 273 человека. В документе отмечалось: 
Учитывая, что данное число больных могло бы прожить 10 лет, сэкономлено по стране 885 439 800,00 рейхсмарок.
Консультанты, возглавлявшие учреждения смерти, зарабатывали немалые денежные суммы. Так, в октябре 1940 года психиатр-консультант по «эвтаназии» получал по 100 марок за работу с одним заполненным досье (анкетой предполагаемой жертвы) при пределе в 500 досье. В зависимости от количества обработанных анкет выплаты повышались до 200 марок за одно досье, до 300 и так далее.
Люди, работавшие на фабриках смерти, получали денежных средств больше, чем они могли бы получить при любой другой работе где бы то ни было в Рейхе. В частности, они присваивали и использовали продовольственные талоны убитых ими людей. Кроме того, пациентам с золотыми зубами перед уничтожением рисовали на спине крест — это был своеобразный знак персоналу крематория. Зубы выдёргивали и отправляли их в главный офис.
Ещё одну возможность для личного обогащения чиновники обнаружили в том, что между днём, когда пациенту проводилась «эвтаназия», и датой, когда родственникам посылалось известие о смерти, существовал значительный временной промежуток — соответственно, можно было выставлять счета и получать деньги за предоставление места в учреждении пациенту, якобы ещё живому. Так, ко времени передачи поста своему преемнику Ганс-Иоахим Беккер (прозванный «миллионером Беккером») смог положить на личный банковский счёт 14 миллионов марок. Впоследствии Г.-И. Беккера поймали на мошенничестве, и его деньги перевели в казначейство нацистской партии.
В последние годы войны умерщвление неизлечимо больных диктовалось также стремлением освобождать как можно большее количество мест в клиниках для раненых солдат и жертв воздушных налётов.

## Перед началом программы. Стерилизация
Поначалу практиковалась стерилизация больных согласно «Закону о предотвращении рождения потомства с наследственными заболеваниями». Этот закон, введённый в действие в июле 1933 года, был основан на рекомендациях учёных, занимавшихся евгеникой. Весьма существенную роль в разработке данной политики играли психиатры. Одним из создателей данного проекта, внедрённого после ряда совещаний нескольких ведущих расовых гигиенистов Германии (включая Фрица Ленца, Альфреда Плётца и Герхарда Вагнера), являлся заслуженный и известный многими публикациями профессор психиатрии Эрнст Рюдин.
Согласно закону, решение о принудительной стерилизации должно было приниматься специальным судом, состоящим из двух психиатров и одного судьи. Врачи общей практики были обязаны выявлять и регистрировать всех, кто подлежал недобровольной стерилизации. Стерилизация осуществлялась посредством вазэктомии и перевязки маточных труб.
С 1934 по 1945 год было принудительно стерилизовано 300 000—400 000 человек (по другим оценкам, от 200 000 до полумиллиона), страдающих слабоумием, шизофренией, аффективными нарушениями, эпилепсией, наследственной глухотой и слепотой, болезнью Гентингтона, тяжёлыми уродствами и тяжёлым алкоголизмом. Приблизительно 60 % из подвергшихся стерилизации людей имели психиатрические диагнозы. Большинство процедур стерилизации было проведено в предвоенные годы, с 1934 по 1937 год. В Австрии было стерилизовано около 60 000 человек.
Около 3,5 тыс. человек (большинство из них женщины) умерли в результате операции.
Под предлогом стерилизации психически больных, инвалидов и др. стерилизации подвергались также «неполноценные личности»: закон использовался в том числе и против политических врагов.

## Массовые убийства детей
Первое убийство под видом эвтаназии произошло в 1939 году. По просьбе супругов Кнауеров умертвить их малолетнего сына, являвшегося глубоким калекой, и с разрешения А. Гитлера ребёнок был усыплён в университетской клинике Лейпцига. После этого А. Гитлер приказал своему личному врачу К. Брандту и начальнику канцелярии фюрера Филиппу Боулеру лично «заниматься делами, аналогичными делу младшего Кнауера». Программа «эвтаназии» юных граждан возникла в канцелярии фюрера.
Уже в июле 1939 года состоялось совещание Гитлера с рейхсфюрером по делам здравоохранения доктором Леонардо Конти, директором рейхсканцелярии Гансом Генрихом Ламмерсом и Мартином Борманом; на совещании обсуждалась возможность распространения программы детской «эвтаназии» на «психически неполноценных» взрослых.
Чтобы не допустить публичного раскрытия роли канцелярии фюрера, а значит, и роли самого Гитлера, создатели программы детской «эвтаназии» учредили подставную организацию под названием «Рейхскомитет по научной оценке серьёзных наследственных заболеваний» (Reichsausschuss zur wissenschaftlichen Erfassung von erb- und anlagebedingten schweren Leiden). Организация программы эвтаназии была поручена начальнику II Главного управления (государственных и партийных дел) канцелярии фюрера Виктору Браку. Брак, в свою очередь, поручил текущее управление детской «эвтаназией» Гансу Хефельману, руководителю отдела IIb II Главного управления, который отвечал за дела, связанные с министерствами рейха, а также за прошения о помиловании. 18 августа 1939 года Министерство внутренних дел  направило региональным правительствам строго конфиденциальный циркуляр. Циркуляр налагал на акушерок, врачей родильных домов и акушерских отделений, а также на врачей общей практики обязанность регистрировать новорождённых и детей в возрасте до трёх лет, страдающих «имбецильностью», «монголизмом», уродствами (особенно отсутствием конечностей) и параличом. Уведомления направлялись в ответственный орган здравоохранения, а оттуда — на условный адрес Рейхскомитета. Исключительно на основании этих регистрационных формуляров три консультанта Рейхскомитета педиатр Эрнст Вентцлер, детский и подростковый психиатр Ганс Хайнце и Вернер Катель решали, будут ли дети переведены в так называемое специальное детское отделение и, таким образом, включены в программу убийств; самих детей они не видели и даже не знакомились с их историями болезни. Тот факт, что на этом раннем этапе к программе не был привлечён никто из Министерства юстиции рейха, показывает, что планировщики осознавали незаконность своих действий.
Приговор о смерти выносился без серьёзной диагностики. Решение принималось без согласия родителей. Детей, отобранных для смерти, отправляли в один из назначенных центров для убийства в Германии, в то же время родителям сообщалось, что их детей переводят в другую клинику в целях добиться «лучшего и более эффективного лечения». Убийства совершались с помощью инъекций барбитуратов; в некоторых случаях детей просто переставали кормить, из-за чего они умирали от голода. Родителей погибшего ребёнка информировали в форме письма, что ребёнок умер от воспаления лёгких либо вследствие другой выдуманной причины.
В самом начале действия программы уничтожались только неизлечимо больные дети до 3 лет, позднее мера распространилась и на подростков до 17-летнего возраста. Показанием для убийства была любая «серьёзная наследственная болезнь» (сюда входили идиотия, синдром Дауна, микроцефалия, гидроцефалия, уродства всех видов, паралич и спастические расстройства).
В 1940 году в Вене была основана Немецкая ассоциация детской и подростковой психиатрии и смежных дисциплин. Уже на первой конференции было сочтено необходимым определять ценность жизни каждого ребёнка в соответствии с экономическими критериями. Детей, чья ценность была определена негативным образом (например, те, кто, по-видимому, в будущем не смог бы работать, либо те, чей IQ оказался низким), следовало направлять на «эвтаназию».
До конца войны примерно в 30 специализированных детских отделениях было убито, согласно неполным данным, не менее 5000 детей-инвалидов. По последним данным, число убитых было намного больше.
В ходе «эвтаназии» детей также использовали в качестве объектов исследования, поскольку немецкие учёные были очень заинтересованы в исследованиях мозга.

## Организация и ход программы
В Берлине была создана Рабочая ассоциация санаториев и приютов республики, штаб-квартира которой располагалась в особняке Колумбус-хаус на Потсдамер-плац, однако в апреле 1940 года она переместилась в новый офис на Тиргартенштрассе, 4. Отсюда кодовое обозначение программы — «T-4». Для названия программы применялось и сочетание слов «Акция — смерть из жалости» (нем. Aktion Gnadentod) или слово «эвтаназия» как более благозвучное; кроме того, в документах употреблялось также слово «дезинфекция».

### Ответственные лица
Ответственными за выполнение программы «Т-4» были назначены руководитель канцелярии Гитлера рейхсляйтер и обергруппенфюрер СС Филипп Боулер, имевший опыт работы с детской «эвтаназией», и личный врач Гитлера Карл Брандт; непосредственными исполнителями — руководитель программы «Т-4» гауптштурмфюрер медицинской службы СС доктор психиатрии Вернер Хайде (он же Фриц Саваде) и его заместитель доктор Пауль Ниче. Важным деятелем в законотворческой части данной программы был рейхсминистр внутренних дел Вильгельм Фрик.

В октябре 1939 года Гитлер официально назначил Боулера и Брандта организаторами программы «T-4»: 
Рейхсляйтер Боулер и доктор Брандт назначаются мной ответственными в расширении числа врачей для обеспечения „смерти из жалости“ для смертельно больных пациентов при соответствующем врачебном заключении.
Боулер в свою очередь перепоручил выполнение программы собственному заместителю Виктору Браку, впоследствии приговорённому, как и Брандт, на Нюрнбергском процессе над врачами к смертной казни.
Многие из немецких врачей-психиатров, будучи убеждёнными сторонниками воплощения в жизнь «терапевтических методов евгеники», принимали самое деятельное участие в «актах эвтаназии» (как в выявлении лиц с психическими расстройствами и составлении их списков, так и в умерщвлении) и в предшествующих программе «эвтаназии» медицинских экспериментах. Они способствовали официальному узакониванию массовых убийств; отбирали и рекомендовали палачей. Ранг психиатров и учреждений, связанных с программами стерилизации и «эвтаназии», был очень высоким, причём ни один психиатр не относился к радикально настроенным представителям профессии. В программе участвовали такие именитые и уважаемые в немецком обществе специалисты, как Вернер Хайде, Карл Зенхен, Вернер Филлингер, Герман Пфаннмюллер, Пауль Ниче, Макс де Кринис, Карл Шнайдер, Эрнст Рюдин, Освальд Бумке, Ганс Бургер-Принц, невропатолог Юлиус Галлерворден. Некоторые из психиатров, принимавших участие в программе «T-4», продолжали свою врачебную деятельность в течение многих лет после окончания нацистского периода.
Почти все ведущие специалисты принимали участие в процессе отбора жертв для программы «T-4». Многие из специалистов, направлявших и вдохновлявших осуществление программы, имели широкое международное признание, как, например, Вернер Хайде, руководитель проекта по «эвтаназии» и профессор психиатрии Вюрцбурга. В. Хайде был подвержен значительному влиянию работ Альфреда Хохе.
Доктор Карл Шнайдер руководил научно-исследовательским подразделением в городе Вислохе, где проводили эксперименты на психически больных с изучением анатомической структуры их головного мозга после «эвтаназии». Невропатолог Юлиус Галлерворден с целью научной деятельности, по имеющимся данным, получил 697 препаратов головного мозга людей с психическими расстройствами, умерших в результате «эвтаназии».
Случаи сопротивления и отказа от сотрудничества со стороны врачей-психиатров происходили крайне редко; так, выразили несогласие врачи Карл Бонхёффер, Мартин Холь, Ганс-Герхард Крейцфельдт, Готфрид Эвальд.

### Материальная база и организационная структура
Массовые убийства взрослых пациентов начали осуществляться с 1940 года в клиниках на территории Германии и позднее на территории оккупированной Польши. Была организована сеть учреждений, каждое из которых выполняло свою роль в осуществлении программы:
- «Имперское общество работников лечебных и попечительских учреждений» (RAG). Было ответственно за рассылку регистрационных карт во все психиатрические клиники. После заполнения информацией о содержащихся в клиниках пациентах карты передавались медицинским экспертам программы «Т-4».
- «Некоммерческий больничный транспорт — общество с ограниченной ответственностью». Транспортная организация, ответственная за перевозку больных из психиатрических клиник в центры умерщвления.
- «Некоммерческая организация попечительских учреждений». Была ответственна за аренду помещений для нужд программы «Т-4», установку оборудования, подбор персонала, а также за экономические задачи программы.
- «Центральная расчётная палата лечебных и попечительских учреждений». Выполняла все финансовые расчёты программы «Т-4».

Также были организованы и очищены от прежних стационарных больных семь главных центров, каждый из которых располагал отдельной сетью психиатрических клиник (в скобках указан период времени, в течение которого над пациентами проводились медицинские эксперименты и их умерщвление):
- Бранденбург (январь 1940 — сентябрь 1940),
- Графенек[нем.] (январь 1940 — декабрь 1940),
- Хартхайм, Австрия (январь 1940 — декабрь 1944),
- Халль, Австрия (1942—1945),
- Зонненштайн (июнь 1940 — август 1943),
- Бернбург (сентябрь 1940 — апрель 1943),
- Хадамар (январь 1941 — август 1941).

При подготовке к программе в этих центрах оборудовали помещения для удушения газом, имевшие внешний вид ванных или душевых; они были обложены кафелем, и под потолком в них имелись приспособления, похожие на душ, но в действительности представлявшие собой бутафорию. Вдоль стен были размещены трубы, напоминавшие трубы отопления, однако сквозь маленькие отверстия из этих труб выходил смертоносный газ.

### Отбор жертв
В ходе одного из совещаний были установлены принципы, по которым следовало проводить отбор жертв убийств. Были разработаны анкеты, с помощью которых выяснялось, является ли пациент работоспособным и каким заболеванием он страдает. В приложении к анкете перечислялись критерии отбора «неполноценных людей»:
- Шизофрения, эпилепсия, энцефалит, слабоумие, старческое слабоумие, парализованные больные, пациенты с диагнозом «болезнь Хантингтона», а также психически больные люди, не способные заниматься физическим трудом.
- Пациенты, находящиеся на лечении более 5 лет.
- Психически больные с криминальным прошлым.
- Люди, не являющиеся гражданами Германии, или пациенты «неарийского» происхождения.

Отбором жертв в рамках программы занимались 42 так называемых «эксперта». Отбор проходил по анкетам; врачи, решавшие участь человека, не имели возможности ознакомиться с его состоянием лично. «Экспертам», ставившим подписи под смертным приговором, посылались анкеты больных, и те ставили пометку «красный плюс», что означало необходимость умерщвления, либо «синий минус» — решение оставить в живых. Окончательное решение принимали главные эксперты: Герберт Линден, Вернер Хайде и Карл Шнайдер, которые вписывали пометки «да», «нет» или «сомнительно» в прямоугольник в левом нижнем углу анкеты, обведённый жирной линией, и проставляли свои инициалы («да» означало умерщвление, «нет» — решение оставить в живых, «сомнительно» выражало сомнение эксперта в том, следует ли оставить пациента в живых либо же подвергнуть его «эвтаназии»). Затем окончательное решение принимал старший эксперт. Родственники обречённых нацистами к смерти не могли повлиять на решение, во многих случаях они не знали, где находятся их родные.
Персоналу клиник, где проводился сбор информации о больных для анкет, не было ничего известно об истинной причине сбора данных. В распоряжении Министерства здравоохранения указывалось лишь, что информация собирается для планирования расходов. Однако после начала работы центров «эвтаназии» информация о массовых убийствах постепенно просочилась в лечебные и попечительские учреждения, и некоторые из руководителей учреждений отказались от заполнения и предоставления анкет, после чего сбором информации в этих учреждениях занялись специально направленные туда врачи.
Особенно часто жертвами программы «эвтаназии» (как и стерилизации) становились лица с диагнозом «шизофрения». Во время проведения кампании по «эвтаназии» трое из каждых четырёх пациентов, имевших этот диагноз, приговаривались к смерти, невзирая на тот факт, что определение данного термина было тогда очень расплывчатым. Фигурировавшее в регистрационных досье слово «шизофреник», по-видимому, являлось всеобъемлющим условным обозначением «неугодного пациента». Частыми жертвами оказывались также пациенты, проживавшие в приютах при церквях.

### Технология умерщвления
Выбор способа «эвтаназии» был предметом дискуссий. Вначале предполагалось использовать внутривенные инъекции специальных медицинских препаратов или воздушную эмболию, вводя шприцем воздушную пробку прямо в вену. Врачи, участвовавшие в программе, пришли к решению о нецелесообразности такого метода по чисто техническим соображениям, и было решено изыскать новые способы. Ответственным за выбор наиболее эффективного метода умерщвления жертв нацистов был назначен группенфюрер СС Артур Небе. Его подчинённый и директор физико-химического отдела института криминологии Альберт Видман предложил для этих целей использовать угарный газ. Первое умерщвление газом пациентов состоялось в Бранденбурге в январе 1940 года.
Убийство больных в заведениях «эвтаназии» осуществляли сразу после их прибытия. Специальный обслуживающий персонал раздевал и фотографировал больных, предназначенных для умерщвления, и после беглого осмотра врачом доставлял их в газовую камеру. После этого врач открывал газовые баллоны, пуская в камеру газ; наблюдал за его действием и через 10—15 минут прекращал подачу газа. Приблизительно через час трупы отвозили к печам и сжигали. Пепел, который даже не старались сохранять в отдельности, собирали в урны и впоследствии доставляли родственникам вместе с сопроводительным письмом, в котором сообщалось о смерти пациента якобы от той или иной болезни.
Таким образом, именно в рамках программы «Т-4» впервые (ещё до применения в концентрационных лагерях) нацистами были использованы газовые камеры, в том числе и передвижные (внутрь камеры подавались выхлопные газы двигателя внутреннего сгорания автомобиля). В передвижных газовых камерах умерщвление больных производилось в восточных провинциях Германского рейха, не охваченных официальной программой; осуществляли это умерщвление СС и оперативные группы.
В некоторых случаях убийства в психиатрических клиниках совершались с помощью постепенной передозировки препаратов или медленного истощения голодом. Так, в 1939 году в психиатрической клинике города Эльфинг-Хааре по приказу директора учреждения Г. Пфанмюллера морили голодом детей; количество пищи уменьшалось постепенно.

### Попытки сокрытия актов насилия посредством транспортировки
Процесс отбора, транспортировки и убийства больных проходил следующим образом:
1. Регистрация и отбор жертв в клиниках и интернатах, подтверждение о необходимости умерщвления через медиков-«экспертов» (врачей извне). После этого учреждение получало списки с точной датой отъезда и перечнем необходимых документов.
2. Жертвы перевозились в другой лагерь — пункт сбора, где они оставались на продолжительное время в случае переполнения лагеря смерти. Перевозки совершались в автобусах, согласно приказам сверху, и лишь в единичных случаях в общественном транспорте. Сопровождающие лица на этом этапе возвращались назад и не знали о конечном пункте назначения пациентов. До лета 1940 года система промежуточных, транзитных заведений отсутствовала: автобусы сразу перевозили людей в одно из заведений для умерщвления[31].
3. Перевозка людей из сборного лагеря в лагерь смерти. Массовые убийства посредством введения отравляющих веществ, ядов, отравления газом, расстрелов, а также смерть от истощения, холода, издевательств.
4. Сжигание тела, выдача фальсифицированных свидетельств о смерти бюро гражданских записей при лагере.

Перед тем, как попасть в лагерь смерти, большинство жертв перевозились из одного лагеря в другой (до 4 лагерей). Целью таких перевозок была попытка сокрытия преступлений по отношению к жертвам.

### Реакция немецкого общества
Несмотря на все усилия скрыть от населения массовые убийства, в народе возрастало беспокойство и возмущение фактами массового умерщвления. Эти факты побудили выдающихся представителей церкви протестовать против убийств перед высшими инстанциями государства, а порой и публично.
Так, участник программы «T-4» психиатр Фридрих Меннеке писал о массовом недовольстве программой следующее:
Однажды Гитлер ехал специальным поездом из Мюнхена в Берлин. Поезду пришлось остановиться в Хофе. Пытаясь понять причину остановки, Гитлер подошёл к окну вагона и был замечен столпившимися снаружи людьми. Эти люди ранее видели, как перевозят душевнобольных пациентов, и знали, куда их везут. Увидев Гитлера, толпа разъярилась…
В 1940 году против программы выступил немецкий судья Лотар Крейссиг (видный деятель Евангелической церкви и пацифист), за что он был лишён судейской должности. Впоследствии возникли массовые протесты со стороны родственников больных и протесты со стороны священников католической церкви, в том числе влиятельного епископа города Мюнстер — Клеменса фон Галена. 3 августа 1941 года епископ фон Гален выступил в Мюнстере с несколькими получившими широкую известность проповедями, в которых он осудил «эвтаназию».
Массовые убийства в рамках программы «Т-4» вызвали резкое неприятие в том числе и у отдельных функционеров НСДАП. Так, руководитель Национал-социалистической женской организации района Бёблинген, представительница аристократической фамилии Эльза фон Лёвис-оф-Менар (Else von Löwis of Menar) писала в частном письме жене председателя Высшего партийного суда НСДАП Вальтера Буха 25 ноября 1940 года:
Моя вера в победоносное преодоление всех трудностей и опасностей, которые стоят на пути Великой Германии, до сих пор была непоколебимой. Свято доверяя фюреру, я безоглядно продиралась через политические дебри. Но при том, что сейчас надвинулось на нас, у человека, как выразилась одна юная национал-социалистка, работающая в расово-политическом ведомстве, земля уходит из-под ног…
…крестьяне на Альбе, обрабатывающие свои поля и видящие эти фургоны, тоже знают, куда они направляются, более того, у них перед глазами труба крематория, из которой день и ночь валит дым. Нам известно, что среди неизлечимых душевнобольных есть много высокоинтеллектуальных людей, часть из них только относительно нездорова, а часть страдает временными расстройствами психики и в промежутках между припадками обладает абсолютно ясным рассудком и даже повышенным интеллектом. Неужели мало того, что их перед этим стерилизовали?..

Дело должно быть доведено до уха фюрера, пока не стало слишком поздно, и должен же быть способ, чтобы голос немецкого народа достиг уха своего фюрера!
7 декабря Вальтер Бух переслал письмо Гиммлеру. 19 декабря Гиммлер ответил Буху, сообщив, что он может уверить его в том, что на происходящее имеется разрешение Гитлера. В тот же день Гиммлер написал руководителю программы Виктору Браку, что учреждение Графенек необходимо закрыть, так как секрет стал известен публике. Хотя Бранденбург и Графенек были закрыты, массовые убийства продолжались.

### Продолжение программы
В августе 1941 года Гитлер отдал приказ об официальном закрытии программы «Т-4» якобы под давлением общественности. К этому моменту количество жертв «Т-4» превысило 70 тыс. человек, что соответствовало запланированному числу; также были убиты тысячи детей с соматическими и неврологическими заболеваниями.
Официальное закрытие программы оказалось лишь тактическим ходом; после официального закрытия организационная структура главного бюро «T-4» сохранялась; были созданы и новые организации, принимавшие участие в программе. Продолжались «эвтаназия» детей и умерщвления взрослых больных пациентов лечебниц. Вторая фаза программы, проходившая после официального её закрытия, получила название «дикая эвтаназия».
На данном этапе программы лиц с психическими расстройствами умерщвляли главным образом уже не в центральных учреждениях программы «Т-4», а в психиатрических клиниках по решению их директоров. В качестве методов убийства стали всё чаще использоваться введение медикаментов, смерть от голода или отсутствия ухода, добавление отравляющих средств в пищу. Так, в период с 1942 по 1945 год около 1 миллиона пациентов были замучены голодом в немецких психиатрических больницах.
В большом количестве учреждений применялся метод так называемого «низведения»: длительное снижение рациона питания, приводившее к тому, что пациенты учреждений вызывали всё большее сочувствие у персонала, который в результате с готовностью участвовал в их умерщвлении с помощью барбитуратов (люминаловая схема), стремясь тем самым избавить их от страданий.
Например, в ноябре 1942 года в департаменте здравоохранения министерства внутренних дел Мюнхена были собраны директора всех клиник Баварии. Им настоятельно рекомендовали содействовать смерти больных, так как «в психиатрических больницах умирает слишком мало пациентов». После этого директор психиатрической клиники города Кауфбойрена рассказал о своей практике: тех пациентов, которых раньше отобрали бы для «эвтаназии», он держал на абсолютно безжировой диете, что приводило к мучительной смерти в течение 3 месяцев. Вслед за этим председатель приказал ввести такую же диету во всех психиатрических больницах и отметил, что приказа в письменной форме не будет, но все психиатрические больницы будут проверяться на предмет исполнения данного приказа.
В 1943 году в клинике Кауфбойрена была введена так называемая диета-Е (состоявшая из чёрного кофе или чая на завтрак и варёных овощей на обед и на ужин), в результате которой пациенты умирали не только от недоедания, но и от неправильного питания. Диета-Е существенно увеличила уровень смертности в больницах. В 1944 году была введена новая форма эвтаназии: больным давали люминал (фенобарбитал) или веронал (барбитал); иногда трионал в таблетках, а также люминал и морфин-скополамин в жидкой форме. Пациенты погружались в глубокий сон и умирали чаще всего на второй или на третий день.
Другой пример: из 3950 лиц с психическими расстройствами, пребывавших в психиатрической лечебнице Мезеритц-Обравальде в 1944 году, 3814 человек умерло до окончания войны, при этом многие — в первые недели после своего поступления в клинику, будучи умерщвлены посредством введения скополамина. Общее количество пациентов, отобранных для умерщвления, которые не могли работать или нуждались в обширной помощи и были убиты с применением летальных доз седативных препаратов в этой психиатрической клинике, составило около 10 000.
Продолжали свою деятельность на втором этапе программы и учреждения по отравлению газом в Бернбурге и Хартхайме, вплоть до конца 1944 года работавшие над умерщвлением неработоспособных и больных узников концлагерей. В ходе так называемой «акции 14f13» (номер дела) в концлагерях осуществляли отбор инвалидов, неизлечимо больных, которых затем убивали. По-прежнему пациенты перевозились из обычных психиатрических клиник в специальные центры для умерщвления, в том числе в Хадамар. Психиатрические учреждения обязаны были каждые полгода заполнять анкеты на поступивших в них за эти полгода пациентов и отсылать анкеты в министерство внутренних дел.
Возвращавшихся в Германию солдат с тяжёлыми увечьями тоже подвергали «эвтаназии». Бывали, кроме того, случаи, когда эсэсовцы и члены оперативных отрядов, не выдержав убийств, которыми они сами занимались, заболевали психическими расстройствами. Их исключали из рядов войск СС (Waffen-SS), направляли в психиатрические больницы и убивали.
Начиная с 1944 года остарбайтеров, страдавших психическими расстройствами (обычно они заболевали во время своего пребывания в трудовых лагерях), также направляли в специальные учреждения и, если их работоспособность не подлежала восстановлению, систематически убивали.
После окончания войны с Германией умерщвление людей, тем не менее, продолжалось. 29 мая 1945 года в Кауфбойрене был убит четырёхлетний мальчик с умственной отсталостью. 2 июля 1945 года в больнице округа Кауфбойрен обнаружили повесившегося врача, который по своему рангу стоял вслед за директором. За двенадцать часов до того в этой больнице умертвили последнего взрослого пациента. В Ирсе солдаты наткнулись на тела недавно умерших мужчин и женщин, большинство из которых погибли от истощения.

## Опыт программы «Т-4» и массовые убийства евреев
С лета 1940 года психиатрических пациентов еврейской национальности ссылали в определённые заведения-сборники и затем уничтожали в газовых камерах программы «Т-4» исключительно на основании их происхождения. После августа 1941 года еврейские пациенты, которые проживали в единственной на тот момент разрешённой клинике Бендорф-Сайн под г. Нойвид, были отправлены на восток в лагеря смерти.
Систематическое убийство в психиатрических клиниках еврейских пациентов явилось первым решающим шагом к геноциду европейских евреев. Уже в начале 1941 года зародился план использования опыта программы «T-4» для разгрузки переполненных концлагерей от тех, кого нацисты считали балластом; этот план получил кодовое название «14f13». В действительности он оказался лишь подготовительным этапом новой программы «Окончательное решение», предусматривающей уничтожение евреев.
Врач-психиатр Ф. Вертхам в своей книге «Печать Каина: исследование человеческого насилия» впоследствии писал:
К середине 1941 года по крайней мере четыре клиники смерти в Германии и Австрии не только умерщвляли пациентов, но и регулярно проводили уроки смерти… Они разработали всеобъемлющий курс по летальной больничной психиатрии. Персонал проходил обучение методам поставленного на конвейер убийства. Их знакомили со способами массового убийства, например удушением газом, технологией кремации и так далее. Это называлось обучением основам «милосердного убийства». «Наглядными пособиями» во время этих уроков были душевнобольные люди. На них опробовались и проверялись методы, позже применявшиеся к евреям и другому гражданскому населению оккупированных стран.
Первые из заключённых Освенцима, погибших в газовой камере, были убиты не в лагере, но отправлены в Германию, где их умертвили в газовой камере психиатрической больницы Зонненштайна. Принципом отбора жертв при этом явилась не национальная принадлежность, а неспособность работать из-за болезней.
Опыт массовых умерщвлений, накопленный в ходе программы «Т-4», во время Холокоста сыграл решающую роль, и часть исполнителей программы была задействована в лагерях смерти на востоке: после официального завершения программы газовые камеры и крематории в психиатрических больницах были демонтированы и перемещены на восток, в ряде случаев с ними на восток направлялся и персонал, обслуживавший это оборудование.
С 10 декабря 1941 года в администрацию 8 концлагерей поступило распоряжение о проведении комиссиями врачей СС проверок, отбора заключённых и умерщвления газом. Для умерщвления стал применяться «Циклон Б». Испытанные в ходе программы «Т-4» газовые камеры, замаскированные под душевые кабины, были повторно установлены в лагерях Аушвиц (Освенцим), Белжец, Майданек, Собибор, Треблинка.
В 1942 при открытии лагеря смерти в Треблинке его комендантом был назначен врач-психиатр Ирмфрид Эберл, прежде являвшийся клиническим руководителем одного из психиатрических учреждений недалеко от Магдебурга (Бернбург), где ранее осуществлялись убийства психически больных. И. Эберл способствовал внедрению отравляющего газа в качестве высокоэффективного метода уничтожения в многочисленных лагерях смерти.

## Массовые убийства больных на оккупированных территориях
Мероприятия программы «T-4» осуществлялись не только на всей территории Германии, но и — с самого начала — на оккупированных территориях: прежде всего на территории Польши, а затем и на территории СССР. Согласно плану «Ост», захваченная немцами территория до Урала должна была быть очищена от «нежелательных элементов», к которым относились и душевнобольные.

### Польша
Первыми взрослыми с различными видами инвалидности среди массовых жертв нацистского режима стали (прежде, чем взрослые с инвалидностью на территории Германии) свыше 17 тысяч поляков. Вскоре после начала Второй мировой войны в оккупированной Польше спецкоманды СС в массовом порядке расстреливали польских пациентов психиатрических клиник; при этом учреждения освобождались для надобностей СС и вермахта.
27 сентября 1939 года, ещё до капитуляции Польши, были убиты пациенты клиник в Вейхерово (Нойштадт) под Гдыней (Гдинген) в Западной Пруссии (территория Польши). Затем их судьбу разделили пациенты крупнейшей клиники Польши в Коцборово (Конрадштайн), рассчитанной на две тысячи сто коек. В Шпегавском лесу эсэсовцами были расстреляны больные и психиатр Йозеф Копич. Были умерщвлены и более тысячи пациентов из Свеце (Швец) вместе с директором их больницы доктором Йозефом Беднарцем. Эсэсовским отрядам помогали немецкие отряды самообороны, а вермахт предоставлял транспортные средства.
Осенью 1939 года из клиник в Померании (на территории Германии) директорами лечебных учреждений был осуществлён отбор пациентов, которых отправили на расстрел в Западную Пруссию, оккупированную немцами. В лесу под Пьяшницем в Нойштадтском округе отряды СС расстреляли больных из Лауэнбурга, Обравальде, Трептова, Укермюнде, Штральзунда и Кюкенмюле под Щецином. Согласно документам немецких нацистов, убито было более 2 тысяч 300 пациентов психиатрических клиник.
С 9 февраля до середины марта 1940 года в лесах под Косцяном в Вартегау было умерщвлено посредством газа не менее 1 тысячи 200 пациентов из Лауэнбурга, Обравальде, Трептова и Укермюнде. Больных убивали в мобильных газовых фургонах, на кузовах которых значилась надпись «Имперский кофейный гешефт».
В созданном немецкими нацистами рейхсгау Вартеланд газом были убиты пациенты следующих клиник:
- Овиньска (Трескау): 1000 пациентов с середины октября до середины ноября 1939 года.
- Дзеканка (Тигенхоф): 1043 пациента с декабря 1939 по январь 1940 года.
- Косьцян (Koстен): 534 пациента, январь 1940 года.
- Коханувка под Лодзью: 692 пациента, март 1940 года.
- Варта: 499 пациента со 2 по 4 апреля 1940 года.
- Гостынин и Сьрем.

### СССР
Во время Великой Отечественной войны в тылу немецких войск были созданы оперативные группы «А», «В», «С» и «D», подчинявшиеся войскам вермахта и занимавшиеся «чисткой» оккупированных территорий — массовыми убийствами евреев, партийных работников, партизан, цыган и пациентов психиатрических больниц. Эти группы имели организационную связь с главным бюро эвтаназии «T-4». Основными методами убийства являлись массовые расстрелы, отравление газом в машинах-душегубках или газовых камерах, отравление медикаментами, взрывы, голодная смерть и замерзание.
Во многих клиниках осуществлялось два этапа убийств, в некоторых — ещё больше. На первом этапе многие пациенты умирали от голода, так как оккупанты стали сокращать выдачу продуктов питания либо полностью их конфисковали.
В целом на территории СССР в десятках психиатрических больниц были умерщвлены все пациенты, разграблено имущество, разрушены здания и сооружения. В ряде случаев врачи больниц, представители среднего и младшего медицинского персонала тоже становились жертвами нацистов, вели мужественную борьбу за сохранение жизни пациентов.
Уничтожались не только душевнобольные из числа пациентов специализированных учреждений — жертвами убийств, имевших как стихийный, так и запланированный характер, становились и те лица с психическими расстройствами, кто проживал вне стен этих учреждений: и гражданское население, и военнопленные. Лица с психическими нарушениями явились (в частности, на территории Белоруссии) одними из первых жертв наступавших войск, жертвами пьяных солдат, а затем и полицейских — как местных, так и прибывших из других регионов. Проводились, кроме того, целенаправленные спланированные акции: целью их была конфискация материальных ценностей и так называемая «спецобработка», в ходе которой уничтожались цыгане, евреи, душевнобольные, «бандиты», уголовники, коммунисты и «асоциальные элементы».

#### РСФСР
В сентябре 1941 года из Колмовской психиатрической больницы (ныне территория города Великий Новгород) нацисты под предлогом эвакуации вывезли около 200 больных, а затем умертвили их.
В Лотошино, неподалёку от Москвы, посредством окиси углерода, медикаментов, голода, холода и расстрелов были умерщвлены пациенты психиатрической больницы. На тех из них, кто не погиб от холода, офицеры и солдаты устроили охоту на лошадях.
В психиатрической больнице в Черняковичах под Псковом пациентов под руководством немецкого врача Кольде отравили напитками и инъекциями. Голодом и медикаментами были умерщвлены пациенты в психиатрической больнице деревни Сапогово под Курском. В ноябре 1941 года было убито около 900 пациентов психиатрической больницы им. Кащенко, расположенной в посёлке Никольское Гатчинского района Ленинградской области. До 1943 года нацисты убили 1300 пациентов из психиатрической больницы им. Кащенко. В период с 4 июля 1942 по январь 1943 года фашистские оккупанты расстреляли на территории психиатрической лечебницы «Орловка» (Воронежская область) 720 советских граждан, в том числе 700 душевнобольных, находившихся на излечении в «Орловке». 2 сентября 1942 года нацисты расстреляли воспитанников Нижне-Чирского детского дома для умственно отсталых.
В Симферополе 850 пациентов психиатрической больницы были отравлены газом и умерли от голода. Под Карасубазаром (Белогорск) в Крыму умерщвлены 810 «асоциальных типов, цыган, душевнобольных и саботажников»; в Ставрополе — 632 пациента психиатрической больницы. В середине октября 1942 года нацисты под руководством оберштурмфюрера К. Тримборна и врача Г. Герца убили 210 больных детей из детского санатория Ейска для детей с физическими и психическими отклонениями.

#### Белорусская ССР
Осенью 1941 года были отравлены газом и расстреляны 632 пациента Минской психиатрической больницы; «особой обработке» также подверглись 836 психически больных в Могилёве. В ноябре и декабре нацисты увезли и расстреляли 400 пациентов 2-го клинического посёлка Минской психиатрической больницы, а 300 пациентов убили взрывами.

#### Прибалтийские ССР
На территории Прибалтики только в период с октября 1941 по январь 1942 года были умерщвлены 1644 лица с психическими расстройствами, в том числе душевнобольные инвалиды. В 1942 году в бюро гражданских записей Риги поступали сведения об умерщвлении сначала 362, затем 243 и 98 душевнобольных пациентов.

#### Украинская ССР
Оперативная группа «С», ответственная за истребление еврейского населения Украины, расстреляла не менее 785 пациентов киевской психиатрической больницы; именно с этого расстрела психически больных, произошедшего в Бабьем Яру через восемь дней после начала оккупации Киева, в Бабьем Яру начались массовые расстрелы (евреев, подпольщиков и партизан, военнопленных, цыган и др.). Кроме того, многие пациенты киевской психиатрической больницы были отравлены в машинах-душегубках. Были убиты 599 душевнобольных в Полтаве; 1300 людей с психическими расстройствами убиты под Днепропетровском (Игрень); свыше полутора тысяч человек умерщвлены в Виннице; умерщвлены почти все пациенты психиатрической больницы в Харькове. В приютах расстреливали детей-инвалидов: например, в селе Преслав Бердянского района (ныне — Приморского района) Запорожской области осенью 1941 года от рук нацистов погибли 156 пациентов и сотрудников детской дефективной колонии.
В Виннице в хорошо оборудованной больнице, имевшей пахотную землю, огороды, свиную и молочную ферму и запасы продуктов, которых должно было хватить на шесть месяцев, находилось свыше 1800 пациентов. Немцы всё конфисковали, установив суточную норму: 100 г хлеба на одного больного. Вслед за этим профессор Ган обратился с просьбой об увеличении суточной нормы, так как пациентам грозила голодная смерть, и получил ответ от коменданта области Маргенфельда: «Психически больным много даже 70 г хлеба». Большинство пациентов винницкой больницы умерли от голода, остальных расстреляли и отравили путём вливания яда. Здания больницы превратили в немецкий санаторий и в казино «Вальдхоф» для офицеров из ставки Гитлера.

## Процессы над участниками программы
Судебные процессы над деятелями, участвовавшими в умерщвлении людей в рамках программы «Т-4», проходили медленно; многие были оправданы или избежали суда благодаря медицинским заключениям о состоянии их здоровья. На конференции по «эвтаназии» в июле 1939 года в Берлине участников заверили в безнаказанности, и после 1945 года старые нацисты — выступавшие в качестве свидетелей врачи или юристы — приложили усилия к тому, чтобы их сотоварищей не осудили. Как в Западной, так и в Восточной Германии большая часть судов над виновниками «эвтаназии» состоялась до 1952 года, и многих осуждённых амнистировали уже в середине 1950-х годов. В целом оказались осуждены 90 человек. На Нюрнбергском процессе по делу врачей, который проводился американцами с декабря 1946 по август 1947 года, Карл Брандт и Виктор Брак были признаны виновными в «эвтаназии», приговорены к смерти и казнены.
В результате судебного процесса над профессором Фалькенхаузером, бывшим главврачом больницы в Кауфбойрене, внедрявшим программу систематического голода в больнице и даже публиковавшим статьи на эту тему, Фалькенхаузера приговорили лишь к 3 годам лишения свободы. Бывшего главврача даже не посадили в тюрьму, поскольку он был старым и больным; вскоре ему, как и до судебного процесса, стали выплачивать его полную пенсию.
Некоторые из лиц, участвовавших в выполнении программы, продолжали свою деятельность в качестве психиатров на протяжении многих лет после завершения нацистского периода.
Так, бывшему нацистскому врачу X. Шуману, действовавшему в концлагерях Бухенвальд, Освенцим, Графенек, Зонненштайн, лишь через 25 лет после окончания Второй мировой войны предъявили обвинение в убийстве более 15 300 узников. Под руководством Шумана уничтожались не только «психически неполноценные» люди, но и противники нацистского режима. Ф. Гатель, по инициативе которого и с разрешения Гитлера был убит в 1939 году ребёнок-инвалид, сын супругов Кнауеров, что стало первым эпизодом массового уничтожения больных детей, после войны долгое время являлся директором детской клиники в Киле и в 1962 году выпустил книгу «Пограничные состояния жизни. Исследование проблемы ограниченной эвтаназии» с попыткой оправдать такого рода акции.
Занимавшиеся отбором жертв в числе «экспертов» Вернер Филлингер, Фридрих Мауц и Фридрих Панзе в послевоенный период занимали в то или иное время пост президента в Германском обществе психиатрии, психотерапии и невропатологии, а Фридрих Мауц и Фридрих Панзе позднее даже стали его почётными членами. Филлингер после войны являлся руководителем кафедры психиатрии Университета Марбурга.
Работа Э. Рюдина, посвящённая генетике шизофрении и послужившая теоретическим обоснованием его действий как сторонника евгеники, продолжает цитироваться в трудах по психиатрической генетике без указания его роли в нацистской евгенической программе. Фамилия «Галлерворден» стала эпонимом: в честь Юлиуса Галлервордена получила своё название болезнь Галлервордена — Шпатца. Ни против Рюдина, умершего в 1952 году, ни против Галлервордена, умершего в 1965-м, никогда не возбуждались уголовные дела.
Руководитель гитлеровского проекта «эвтаназии» В. Хайде продолжал после войны практиковать в качестве психиатра, но покончил жизнь самоубийством во время пребывания в тюремной камере, куда был помещён в 1961 году.
Известный охотник за нацистами прокурор Фриц Бауэр в 1960-е гг. начал расследование в отношении виновников «эвтаназии», однако после его смерти дело прекратили.

## Память о жертвах и компенсации
Длительное время после войны тема программы «T-4» замалчивалась. Документальные свидетельства о массовых убийствах психически больных не публиковались, и происходило повторное наполнение психиатрических больниц в Германии, где пациенты находились в переполненных палатах почти без лечения и перспектив на будущее. В частности, Немецкая медицинская ассоциация возражала против таких публикаций, поскольку считалось, что после окончания Второй мировой войны медицинская профессия утратила доверие и молчание может оказаться полезным для восстановления этого доверия. Задокументированные материалы о систематических убийствах в нескольких психиатрических больницах печатались в изданиях США, но не на территории Германии.
Лишь в 1960-е годы немецкое общество обратило внимание на данные о преступлениях нацистского режима по отношению к психически больным и инвалидам, после того как в конце 1950-х — начале 1960-х нацистский режим и его преступления впервые стали темой публичных дискуссий. Зимой 1964—1965 гг. известный психиатр Вальтер Шульте в Тюбингенском университете начал читать обзорные лекции для всех студентов и сотрудников о программе «эвтаназии» и принудительной стерилизации; вслед за этим и в других немецких университетах началось чтение лекций, темой которых была причастность университетов в Германии к деятельности нацистской системы.
В 1960 году профессор психотерапии и психосоматики Александр Митшерлих и Фред Мильке издали свою ставшую знаменитой книгу свидетельств, задокументированных Нюрнбергским судом, об участии врачей в преступлениях нацистского режима — «Medizin ohne Menschlichkeit» («Бесчеловечная медицина»). Книга была написана задолго до этого, однако прежде не публиковалась.

По поводу компенсаций жертвам в одном из комментариев к Федеральному закону о выплате компенсаций от 1965 года (ФРГ) утверждалось:
Умерщвление душевнобольных (т. н. «эвтаназия») не является, как правило, преследованием по причинам § 1 и потому не может служить основанием для требования компенсации со стороны родственников умерших. Здесь может быть предоставлено разовое пособие как лицу, оказавшемуся в тяжелом материальном положении, если бы родственники получали содержание со стороны убитого. Это предполагает, что психическое заболевание было излечимым и убитый был бы в состоянии своей трудовой деятельностью в дальнейшем зарабатывать средства на содержание своих родственников. Уже с одной только медицинской точки зрения вряд ли будет возможно это доказать.
Лишь через несколько десятилетий после Второй мировой войны официальное руководящее профессиональное сообщество Германии полностью признало свою вину. В 2001 году Немецкая психиатрическая ассоциация и Германское общество психиатрии, психотерапии и невропатологии провели открытую встречу, где впервые признали вину и попросили прощения. К началу XXI века историкам стали доступны все важнейшие документы по теме программы «T-4».
В 2010 году президент Германского общества психиатрии, психотерапии и невропатологии сделал следующее заявление:
От имени Германского общества психиатрии, психотерапии и невропатологии прошу у вас, жертв и их родственников, прощения за причиненные вам страдания и произвол, которому в годы национал-социализма вы были подвергнуты от имени германской психиатрии со стороны немецких психиатров, и за это слишком долгое молчание, недооценку и вытеснение произошедшего из сознания и памяти немецкой психиатрии в последовавшие за этим годы.
В шести бывших учреждениях «T-4» были созданы памятные места. В здании на улице Тиргартенштрассе, 4, перед нынешней берлинской филармонией, стоит памятник жертвам программы. В 2009 году торжественно открыли памятник в Могилёве при участии пациентов местной психиатрической клиники. Его создание состоялось благодаря совместной инициативе белорусских и немецких психиатров, сотрудничающих в профессиональных вопросах в рамках партнёрства Могилёва с Гейдельбергом. Ещё один памятник установлен в Харькове, открытие его состоялось в 1945 году.
Трагическим событиям нацистской программы «T-4» посвящён концептуальный альбом немецкой готик-рок-группы Samsas Traum «Poesie: Freidrichs Geschichte», выпущенный осенью 2015 года.